# Willem II van Genève
Willem II van Genève (circa 1185 - Domène, 25 november 1252) was van 1225 tot aan zijn dood graaf van Genève.

## Levensloop
Willem II was de zoon van graaf Willem I van Genève en diens tweede echtgenote Beatrix, dochter van heer Aymon I van Faucigny. In 1209 nam hij deel aan de Albigenzenkruistocht, waarbij hij onder meer in de belegeringen van Béziers en Carcassonne vocht.
Rond 1225 volgde Willem II zijn oudere halfbroer Humbert op als graaf van Genève, waarbij hij de erfrechten van Humberts zonen negeerde. Tijdens zijn regering voerde hij een vete met zijn neef, heer Aymon II van Faucigny, die hij in 1229 tot de onderwerping dwong. Dat veroorzaakte een conflict met Peter van Savoye, die als echtgenoot van Agnes van Faucigny de schoonzoon was van Aymon II. Het conflict werd versterkt toen Peter zijn grondgebied in de omgeving van Genève wilde uitbreiden en in 1236 slaagde Willem II erin om Peter gevangen te nemen, die echter kort nadien wist te ontsnappen. In 1237 werd hij gedwongen een vredesverdrag te sluiten met Peters broer, graaf Amadeus IV van Savoye, wat echter geen einde maakte aan de vijandigheden tussen het huis Genève en het huis Savoye.
In 1242 moest Willem het kasteel van Arold aan Peter afstaan. Toen die in het voorjaar van 1250 naar Engeland was vertrokken, opende Willem een nieuwe oorlog tegen Peter, die hij door diens vervroegde terugkeer hetzelfde jaar verloor. Vervolgens kwam er op 10 juni 1250 een door de aartsbisschop van Lyon bemiddeld vredesverdrag waarbij Willem meerdere burchten in Vaud, het leenheerschap over Faucigny en zijn kasteel in Genève aan Peter moest afstaan. In dezelfde periode stierf met heer Amadeus II van Gex een zijtak van het huis Genève uit. In plaats van de heerlijkheid zelf te erven, moest Willem Gex afstaan aan Simon van Joinville, de schoonzoon van Amadeus II, en werd de heerlijkheid onder het leenheerschap van Peter van Savoye gesteld.
Willem II stierf in 1252, waarna hij als graaf van Genève werd opgevolgd door zijn zoon Rudolf.

## Huwelijk en nakomelingen
Rond 1223 huwde Willem met Alix, dochter van Albert II de La Tour de Pin. Ze kregen volgende kinderen:
- Rudolf (circa 1220-1265), graaf van Genève
- Amadeus (overleden in 1276), bisschop van Die
- Robert (overleden in 1287), bisschop van Genève